# EinStein würfelt nicht
EinStein würfelt nicht! – gra planszowa wymyślona przez niemieckiego profesora matematyki Ingo Althöfera. Gra ta była oficjalną grą niemieckich obchodów roku Einsteina (Światowy Rok Fizyki) w 2005 r.

## Nazwa
Nazwa EinStein würfelt nicht! jest grą słów w języku niemieckim, w którym „ein Stein” oznacza „(jeden) kamień” i nawiązuje do słynnego powiedzenia Einsteina – „Bóg nie gra w kości” (niem.: „Der Herrgott würfelt nicht”). Jednocześnie nazwa ta odnosi się do zasad gry, gdzie jeśli graczowi pozostanie jeden kamień, nie musi już rzucać kością.

## Zasady gry
- Plansza do gry ma wymiary 5x5

Początkowe ustawienie kamieni

- Każdy z graczy ma sześć kamieni ponumerowanych od 1 do 6
- Na początku gracze ustawiają swoje kamienie w przeciwległych rogach (jak na rysunku), kolejność kamieni jest dowolna
- Gracze naprzemiennie rzucają kością i wykonują ruchy
- Jeżeli gracz posiada kamień o numerze, jaki wyrzucił kością, to musi nim wykonać ruch. Jeżeli dany kamień już nie jest dostępny (patrz niżej), to gracz może wybrać następny w kolejności dostępny kamień o niższym lub wyższym numerze. W związku z tym jeżeli na planszy pozostał już tylko jeden kamień danego gracza, to nie musi on rzucać kością
- Kamienie przesuwa się o jedno pole poziomo, pionowo lub na ukos, ale jedynie do przodu, czyli gracz czerwony (rysunek) może przesuwać kamienie tylko w prawo, do dołu lub na ukos w kierunku prawego dolnego rogu, a gracz niebieski – w lewo, do góry lub na ukos w kierunku lewego górnego rogu
- Jeżeli w wyniku ruchu kamień znajdzie się na polu już zajętym, to poprzednio znajdujący się tam kamień jest zbijany, niezależnie od tego, do kogo należy
- Aby wygrać należy zająć rogowe pole, które na początku należało do przeciwnika lub zbić wszystkie kamienie przeciwnika

## Strategia
Im mniej ma się pozostałych kamieni, tym szybciej się one poruszają, jednak jest wtedy większe prawdopodobieństwo, że wszystkie zostaną zbite. Z drugiej strony duża liczba własnych kamieni pozwala lepiej chronić swój róg. Dlatego istnieją dwie możliwe strategie gry: agresywna i defensywna. Przy grze agresywnej zbija się własne kamienie, aby szybciej dojść do rogu przeciwnika, przy defensywnej – stara się unikać zbijania, aby lepiej chronić własny róg.
Przy zbijaniu własnych kamieni, najbardziej opłacalna jest eliminacja kamieni o środkowych numerach (2-5), ponieważ przy ewentualnych wyrzuceniu kością takiego numeru jest możliwość wyboru jednego z dwóch kamieni.

### Internetowe serwery do gry
- Devilplay.de – gra on-line. devilplay.de. [zarchiwizowane z tego adresu (2008-07-26)]. (niem.)
- Little Golem – gra turowa (ang.)